# Pawel Pawlowitsch Demidow

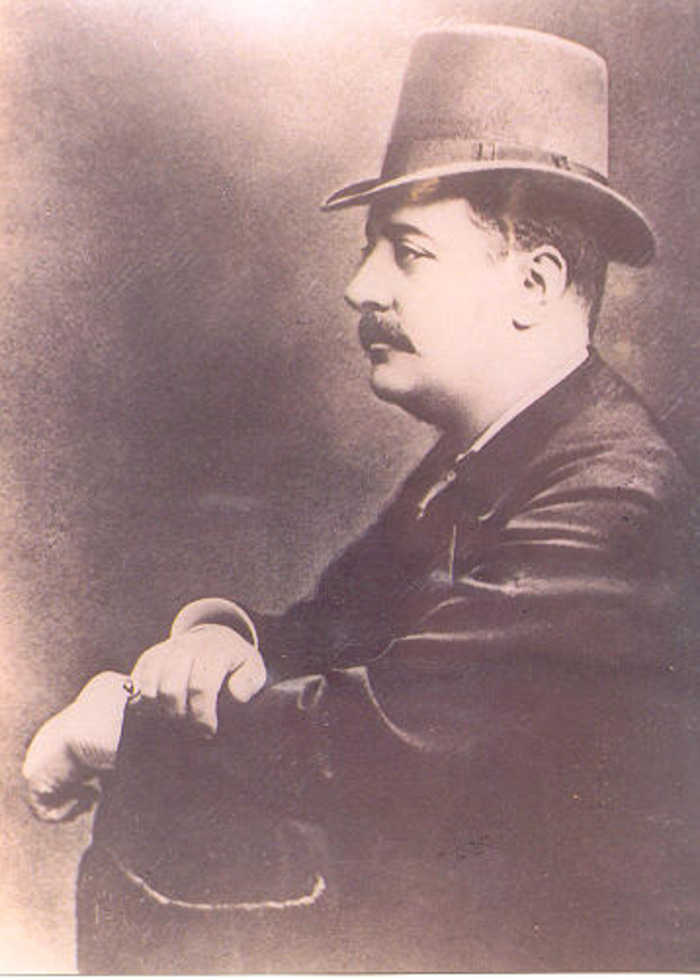
Pawel Pawlowitsch Demidow

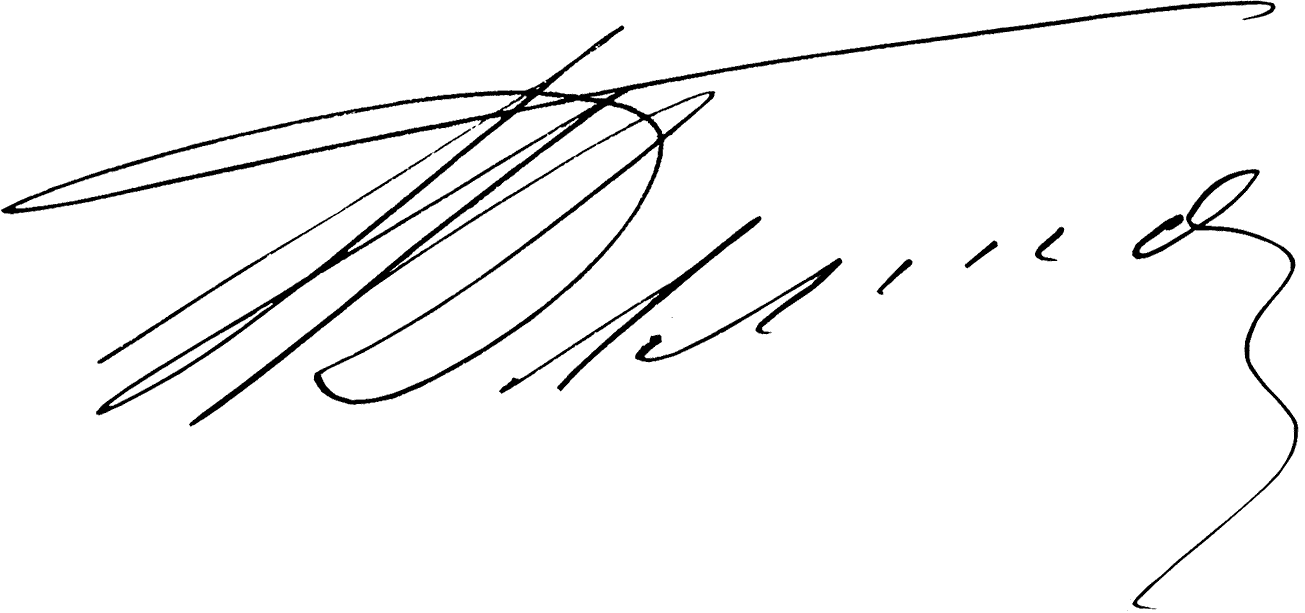
Signatur 1871

Pawel Pawlowitsch Demidow, zweiter Fürst von San Donato (russisch Павел Павлович Демидов; * 9. Oktober 1839 in Frankfurt am Main; † 26. Januar 1885 in Vaglia, Italien) war ein aus dem russischen Adelsgeschlecht Demidow stammender, russischer Unternehmer, Diplomat, Jurist und Philanthrop sowie Bürgermeister von Kiew.

## Leben
Demidow kam als Sohn von Pawel Nikolajewitsch Demidow (1798–1840) und Aurora Karamzina (1808–1902) in Frankfurt am Main zur Welt. Er studierte bis 1860 an der Fakultät für Rechtswissenschaft der Universität St. Petersburg und war anschließend im russischen diplomatischen Dienst unter anderem in Florenz, Paris und Wien beschäftigt. Von 1871 bis 1872 und 1873 bis 1874 war er Bürgermeister von Kiew. Im russisch-türkischen Krieg von 1877/78 war Demidow Außerordentlicher Generalbevollmächtigter des Roten Kreuzes. Demidow richtete an der Medizinischen Fakultät der Universität Kiew ein Stipendium ein, für das er jährlich 25.200 Rubel einzahlte. 1883 veröffentlichte er sein Buch Die Judenfrage in Russland. Er starb im Januar 1885 in seiner 1872 erworbenen Villa Medici von Pratolino bei Florenz und wurde in Nischni Tagil beerdigt.

## Familie
1867 heiratete Demidow die Fürstin Marija Elimowna Meschtscherskaja (Мария Элимовна Мещерская; 1844–1868) die am 25. Juni 1868 einen Sohn namens Elim zur Welt brachte und tags darauf verstarb. 1871 heiratete er die Fürstin Jelena Petrowna Trubezkaja (Елена Петровна Трубецкая; 1853–1917), die ihm sechs Kinder, darunter Aurora (1873–1904), die Mutter von Paul von Jugoslawien, schenkte.